# Izmajlovo (anello centrale di Mosca)
Izmajlovo (in russo Измайлово?) è una stazione dell'anello centrale di Mosca inaugurata nel 2016. Situata nel quartiere quartiere omonimo, si trova a poca distanza dalla stazione di Partizanskaja posta sulla linea 3 e dal parco di Izmajlovo, uno dei più grandi parchi di Mosca.
Nel 2017 il traffico passeggeri si attestava intorno ai 24.000 utenti quotidiani.